# Nickelodeon Animation Studio
Nickelodeon Animation Studio (cunoscut și ca Nickelodeon Animation) este un studio de animație american deținut de Paramount Global prin Nickelodeon Group. Studioul a creat o mulțime de programe originale pentru Nickelodeon ca SpongeBob Pantaloni Pătrați, Nașii mei vrăjitori, Aventuri în patru labe și Avatar: Legenda lui Aang, printre diverse altele. Din anii 2010, studioul a produs de asemenea propriile sale seriale bazate pe PI cumpărate de Paramount Global ca Țestoasele Ninja și Winx Club. Studioul produce de asemenea seriale pentru alte canale ca Nick Jr. și Nicktoons și platforme de streaming ca Netflix și Paramount+.
Studioul a fost fondat în 1992 sub numele de Games Animation, o subsidiară a unei companii preexistente numită Games Productions (cunoscută în prezent ca Nickelodeon Productions). A supravegheat producția serialelor de animație de pe Nickelodeon: Doug, Aventuri în patru labe și Ren și Stimpy. În 1992, Games Animation a început să lucreze la primul său serial realizat în întregime în casă, intitulat Aventurile lui Rocko. Games Animation a realizat majoritatea serialelor de pe Nickelodeon din mijlocul anilor 1990 de obicei în parteneriat cu alte studiouri de animație ca Klasky Csupo. În 1999, studioul s-a mutat din Studio City, California în Burbank cu construcția unei noi facilități. A fost redenumit în Nickelodeon Animation Studio iar apoi în Nickelodeon Studios Burbank. În 1999, o facilitate secundară a fost deschisă în New York sub numele de Nickelodeon Animation Studio New York.

## Istorie

### Anii 1990–1998: Precursori și origine
Începturile timpurii ale lui Nickelodeon Animation Studio își au rădăcinile în afacerea de seriale Nicktoons a canalului. În 1990, Nickelodeon a angajat-o pe Vanessa Coffey în rolul de consultant creativ ca să dezvolte seriale Nicktoons, fiind însărcinată cu treaba de a găsi personaje și povești noi ca să permită canalului o intrare grandioasă în industria animației. Costurile mari pentru a realiza animație de înaltă calitate a descurajat pe Nickelodeon la a realiza seriale de animație săptămânale. Deși majoritatea canalelor de televiziune de atunci mergeau deseori la studiouri mari de animație cu un record bun dovedit ca să dezvolte desene animate de sâmbătă dimineața, de obicei bazate după personaje preexistente din filme, jucării și cărți de benzi desenate, Nickelodeon a avut dorințe diferite. Inspirat de zilele de început ale animației și de lucrările lui Bob Clampett, Tex Avery și Chuck Jones, Nickelodeon a căutat artiști frustrați asimilați de sistemul studiourilor. Gerald Laybourne, președinte al Nickelodeon, a cerut să se facă șase episoade pilot cu un buget de 100,000 de $ fiecare înainte  să selecteze trei dintre ele. Căutând cele mai inovative talente din industrie, producțiile ale acestei uniuni de artiști — Doug, Aventuri în patru labe și Ren și Stimpy — au reprezentat rezultatul a 12 ani de construire a bugetului spre acest obiectiv. Coffey a fost angajată în funcția de producător executiv de animație între producțiile piloturilor și serialelor.
Totuși, în ciuda celor mai bune eforturi ale lor, relațiile au devenit tensionate cu John Kricfalusi, creatorul lui Ren și Stimpy. În toamna lui 1992, studioul l-a concediat pe Kricfalusi. Coffey afirmă că John a violat contractul pentru că nu a adus la timp episoadele, a creat conținut înfricoșător și s-a dus peste buget. Kricfalusi a suspectat că adevăratul motiv a fost că postul a fost incomfortabil cu umor mai crud. Nickelodeon a obiectat la propunerea a mai multor acțiuni și personaje — inclusiv a lui George Liquor, un personaj de gen "All-American Male" și similar cu Archie Bunker. După ce Kricfalusi și Nickelodeon au eșuat să realizeze în timp episoade noi la datele promise de aducere și de difuzare, canalul, care a cumpărat drepturile serialului Ren și Stimpy de la Kricfalusi, a negociat o înțelegere cu el. Acest război creativ a fost urmărit cu atenție de către animatori și industria televiziunii și a fost prezentat în presa națională.
Drept răspuns, Nickelodeon și-a format propriul studio de animație, cu numele de Games Productions, Inc., mai târziu redenumit în Games Animation. Serialul a fost mutat la Games și pus sub supravegherea lui Bob Camp, unul dintre foștii parteneri de regie-scenariu ai lui Kricfalusi. Planul lui Nick era să angajeze tineri și proaspeți animatori și să-i lase să facă aproape tot ce vor. Curând după aceea, Coffey a demisionat de la Nickelodeon din funcția de vicepreședinte de animație ca să-și urmeze propriile afaceri. Ea a fost succedată de Mary Harrington, care s-a mutat din New York pentru a ajuta la conducerea diviziei de Nicktoons care era aproape de prăbușire după incidentul cu Kricfalusi.
În 1992, animatorul Joe Murray a fost abordat de studio pentru a crea un nou desen animat pentru Games Animation. Joe Murray Productions și Games Animation au închiriat un spațiu de lucru pe Ventura Boulevard în vecinătate de Studio City din regiunea San Fernando Valley în Los Angeles, California. Producția apoi a fost relocată în Vineland City. Executivii nu au împărțit spațiul cu echipa creativă. Primul serial realizat în casă de Games Animation, intitulat Aventurile lui Rocko, a avut premiera pe Nickelodeon în 1993.
Datoria a fost inițial să se producă in continuare Ren și Stimpy după ce Nickelodeon s-a despărțit de John Kricfalusi și compania sa Spümcø de la datoriile lor față de serial. Pe atunci, Games se afla într-o clădire de lucru în Studio City, California. În afară de Ren și Stimpy,  celelalte seriale Nicktoons ale Nickelodeon erau realizate în afară de casă la Jumbo Pictures (care a produs Doug și era într-o înțelegere cu postul pentru a crea un serial live-action/animat intitulat Allegra's Window) în New York City și Klasky Csupo (care a produs Aventuri în patru labe și a intrat în popularitate mainstream datorită realizării producției animației serialului Familia Simpson între 1989–1992  și producând serialul Duckman cu Paramount Television pentru USA Network).
În 1993, studioul a dat undă verde la prima sa producție originală realizată în casă, Aventurile lui Rocko, produs de Games Animation în asociație cu Joe Murray Productions. Games a lucrat la acest serial timp de trei ani și a angajat 70 de oameni pe parcursul realizării sale. Serialul a fost încheiat în 1996 deoarece creatorul Joe Murray a dorit să petreacă timpul cu familia lui. După aceasta, Games a realizat episoadele pilot ale serialelor Hey Arnold!, The Angry Beavers și Câinele Pisică, alături de primele 26 de episoade ale primului și primele 13 episoade ale celui de-al doilea. Ultimul a fost produs de Nickelodeon Animation Studio alături de celelalte două seriale din acest punct încoace.

### Anii 1998–2009: Nickelodeon Animation Studio
În 1996, Albie Hecht, pe atunci președinte de film și televiziune al Nickelodeon, s-a întâlnit cu artiști ai Nickelodeon pentru o sesiune de brainstorming, și, cu feedback-ul lor (și niște inspirație de la faimoasa fabrică de ciocolată a lui Willy Wonka) a creat "un laborator jucăuș, inspirațional și de ultimă oră care se speră că va da naștere la următoarea generație de desene animate clasice." El a adăugat: "Pentru mine, această clădire înseamnă manifestarea fizică unui vis personal, în care atunci când lumea se gândește la desene animate, vor spune Nicktoons." Nickelodeon și compania sa părinte Viacom au aruncat o petrecere pentru a celebra deschiderea noului studio de animație Nicktoons pe 4 martie 1998. În timpul festivității de lansare, un grup de oameni au format o linie de pichet pentru a protesta împotriva practicilor de angajare independente ale Nickelodeon în fața porților de fier ale studioului.
Situat pe 231 West Avenue în Burbank, California, facilitatea de 6,700 m², realizată de firma de arhitectură AREA din Los Angeles, găzduiește 200-300 de angajați și până la cinci producții simultan. De asemenea mai conține și un curs de golf în miniatură (cu o gaură dedicată lui Walt Disney), un curs interior de baschet/cameră de ecranizare, o galerie de artiști, un magazin al studioului și o fântână care aruncă apă verde în aer. Studioul de Nicktoons găzduiește cinci unități de producție conduse pentru proiecte. Studioul mai are un și un stadiu Foley (de înregistrat efecte de sunet pentru live-action), o zonă de post-producție, camere pentru mixaj și editare de sunet și o zonă de mansardă la etaj cu luminătoare pentru coloriști.
În septembrie 1999, Nickelodeon a deschis un studio major de animație digitală pe 1633 Broadway în Manhattan. Studioul din New York a preluat de obicei producțiile pentru Nick Jr.. În același timp, facilitatea din Los Angeles a animat intro-ul la The Amanda Show.
În 2005, a fost raportat că studioul din Burbank a fost oferit pentru vânzare; aceasta a fost mai târziu corectată, deoarece deținătorul clădirii a dat-o la vânzare.
În mijlocul anului 2006, Nickelodeon a anunțat o colaborare cu DreamWorks Animation pentru a realiza seriale bazate pe filme de la DWA. Primul serial coprodus de Nick și DWA a fost Pinguinii din Madagascar, care a avut premiera în 2008, urmat apoi de Kung Fu Panda: Legendele Teribilității în 2011 și de Monștri contra extratereștri în 2013.
În 2007 au debutat El Tigre: Aventurile lui Manny Rivera, primul serial Nicktoons realizat în Adobe Flash, Tak and the Power of Juju, bazat pe jocurile video cu același nume, și Înapoi la fermă, un serial bazat pe și o continuare a filmului Grajdul Vesel.

### Anii 2009–2019: Colaborări în studio și achiziții
În 2009, Nickelodeon a cumpărat drepturile pentru franciza Țestoasele Ninja de la Mirage Studios. În 2011, Viacom a cumpărat 30% din studioul Rainbow S.p.A., cunoscut pentru Winx Club. Urmând ambelor achiziții, Nickelodeon Animation Studio a produs conținut nou pentru ambele francize: un revival al Winx Club și un serial reboot cu Țestoasele Ninja. Deoarece au fost produse de Nickelodeon Animation Studio, Nickelodeon le consideră pe ambele oficial ca seriale Nicktoons.
În 2013, colaborarea dintre Nickelodeon și DreamWorks a ajuns la sfârșit; potrivit lui Bob Schooley, Nickelodeon Animation a dorit să se întoarcă la a face "mai multe seriale mai Nick". Căutând concepte originale, Nickelodeon Animation Studio a creat Nickelodeon Animated Shorts Program, sub care se produc scurtmetraje de animație noi cu potențialul de a deveni seriale întregi. Un număr select au fost alese și li s-au dat undă verde în anii următori.
În 2016, facilitatea din Burbank a Nickelodeon s-a mutat într-o de structură de sticlă de cinci etaje care este parte a unui complex de studio mai înalt. Mutarea a fost făcută cu intenția de a aduce producțiile de animație realizate în California de Sud sub o singură facilitate de producție. Pentru că se fac atât seriale live-action cât și de animație, locația din Burbank a fost redenumită simplu în Nickelodeon Studios (care a nu se confunda cu originalul Nickelodeon Studios din Universal Studios, Florida care a fost închis în 2005). Studioul de asemenea adăpostește capsula timpului Nickelodeon, îngropată inițial în 1992 la originalul Nickelodeon Studios și mai târziu la Nickelodeon Suites Resort în 2006, unde s-a mutat mai târziu la noul studio după închiderea celui din urmă și schimbarea acestuia pe 1 iunie 2016. Deschiderea capsulei este programată pentru 30 aprilie 2042. Noul studio a fost deschis pe 11 ianuarie 2017.

### Anii 2019–prezent: Extindere de mărci
În august 2019, Nickelodeon a cumpărat compania Paws, Inc. de la Jim Davis și a anunțat un serial nou cu Garfield în lucru. În noiembrie 2019, Nickelodeon Animation Studio a intrat într-un parteneriat cu Netflix pentru a realiza seriale și filme diverse atât bazate pe IP-uri preexistente cât și creații noi pentru platforma de streaming.
În 2020, Ramsey Ann Naito a fost numită în funcția de președinte a Nickelodeon Animation Studio.
În 2021, studioul a realizat primele seriale spin-off ale SpongeBob Pantaloni Pătrați, intitulate Tabăra Coral: Cu SpongeBob mini-marini pentru Paramount+ și Un Show cu Patrick Stea pentru Nickelodeon. De asemenea, studioul a produs Star Trek: Prodigy, un serial de animație pentru copii care este parte a francizei Star Trek, în asociație cu CBS Studios. Tot în acest an, a fost înființat Avatar Studios, o divizie care are scopul de a extinde lumea serialelor Avatar: Legenda lui Aang și Legenda lui Korra prin noi seriale și filme, cu creatorii Michael Dante DiMartino și Brian Konietzko servind ca președinți. În 2023, studioul a semnat o înțelegere first-look cu Lion Forge Entertainment pentru seriale și filme.

## Filmografie

### Seriale

#### Seriale TV
| #                | Titlu                                     | Creator(i) / Dezvoltator(i)                                                                                    | Ani          | Coproducție cu | Canal / Platformă                                                       | Note |
| Anii 1990        | Anii 1990                                 | Anii 1990 | Anii 1990    | Anii 1990 | Anii 1990                                                               | Anii 1990 |
| ---------------- | ----------------------------------------- | --- | ------------ | --- | ----------------------------------------------------------------------- | --- |
| 1                | Doug                                      | Jim Jinkins David Campbell Joe Aaron                                                                           | 1991–1994    | Jumbo Pictures Ellipse Programmé (sezoanele 2–4)                                                                     | Nickelodeon                                                             | Produs ca Games Animation. Studioul a produs sezoanele 1–4, apoi a fost achiziționat și preluat de către Walt Disney Television Animation pentru sezoanele 5–7. |
| 2                | Aventuri în patru labe                    | Arlene Klasky Gábor Csúpo Paul Germain                                                                         | 1991–2004    | Klasky Csupo | Nickelodeon                                                             | Produs ca Games Animation pentru sezoanele 1–4. |
| 3                | Aventurile lui Rocko                      | Joe Murray | 1993–1996    | Joe Murray Productions                                                                                               | Nickelodeon                                                             | Produs ca Games Animation. |
| 4                | Ren și Stimpy                             | John Kricfalusi Bob Camp Jim Smith Lynne Naylor                                                                | 1993–1996    | | Nickelodeon (1991–1995) MTV (1996)                                      | Produs ca Games Animation. Studioul a produs sezoanele 3–5. |
| 5                | Aaahhh!!! Real Monsters                   | Gábor Csúpo Peter Gaffney Igor Kovalyov                                                                        | 1994–1997    | Klasky Csupo | Nickelodeon                                                             | Produs ca Games Animation. |
| 6                | Blue's Clues                              | Traci Paige Johnson Todd Kessler Angela Santomero                                                              | 1996–2006    | | Nickelodeon                                                             | |
| 7                | Hey Arnold!                               | Craig Bartlett Joe Ansolabehere Steve Viksten                                                                  | 1996–2004    | Snee-Osh, Inc. | Nickelodeon                                                             | Produs ca Games Animation pentru sezonul 1. |
| 8                | KaBlam!                                   | Robert Mitthental Will McRobb Chris Viscardi                                                                   | 1996–2000    | Flying Mallet, Inc. (sezonul 4)                                                                                      | Nickelodeon                                                             | Produs ca Games Animation pentru sezoanele 1–2. |
| 9                | The Angry Beavers                         | Mitch Schauer Keith Kaczorek                                                                                   | 1997–2006    | Günther-Wahl Productions                                                                                             | Nickelodeon (1997–2003) Nicktoons (2006)                                | |
| 10               | Câinele Pisică                            | Peter Hannan                                                                                                   | 1998–2005    | Peter Hannan Productions                                                                                             | Nickelodeon (1998–2001) Nicktoons (2002–2005)                           | |
| 11               | Oh Yeah! Cartoons                         | Fred Seibert                                                                                                   | 1998–2001    | Frederator Incorporated                                                                                              | Nickelodeon                                                             | |
| 12               | The Wild Thornberrys                      | Arlene Klasky Gábor Csúpo Steve Pepoon David Silverman Stephen Sustarsic Mark Palmer Jeff Astrof Mike Sikowitz | 1998–2004    | Klasky Csupo | Nickelodeon                                                             | |
| 13               | SpongeBob Pantaloni Pătrați               | Stephen Hillenburg Derek Drymon Tim Hill Nick Jennings                                                         | 1999–prezent | United Plankton Pictures                                                                                             | Nickelodeon                                                             | Cel mai lung serial de pe Nickelodeon care încă este în producție.                                                                                              |
| 14               | Rocket Power                              | Arlene Klasky Gábor Csúpo Victor Wilson Eryk Casemiro Michael Bloom Andy McElfresh                             | 1999–2004    | Klasky Csupo | Nickelodeon                                                             | |
| 15               | Little Bill                               | Bill Cosby Fracaswell Hyman                                                                                    | 1999–2004    | | Nickelodeon                                                             | |
| Anii 2000        |                                           | |              | |                                                                         | |
| 16               | Dora descoperă lumea                      | Chris Glifford Valerie Walsh Valdes Eric Weiner                                                                | 2000–2019    | | Nickelodeon                                                             | |
| 17               | As Told by Ginger                         | Emily Kapnek Kate Boutilier Eryk Casemiro                                                                      | 2000–2006    | Klasky Csupo | Nickelodeon (2000–2004) Nicktoons (2004–2006)                           | |
| 18               | Nașii mei vrăjitori                       | Butch Hartman                                                                                                  | 2001–2017    | Frederator Incorporated Billionfold, Inc. (sezoanele 6–10)                                                           | Nickelodeon (2001–2016) Nicktoons (2017)                                | |
| 19               | Invader Zim                               | Jhonen Vasquez                                                                                                 | 2001–2006    | | Nickelodeon (2001–2004) Nicktoons (2006)                                | |
| 20               | Oswald                                    | Dan Yaccarino Lisa Eve Hubman                                                                                  | 2001–2003    | HIT Entertainment | Nickelodeon                                                             | |
| 21               | Action League Now!                        | Robert Mittenthal Will McRobb Chris Viscardi                                                                   | 2001–2002    | Flying Mallet, Inc. Chuckimation                                                                                     | Nickelodeon                                                             | Spin-off al KaBlam! |
| 22               | ChalkZone                                 | Larry Huber Bill Burnett                                                                                       | 2002–2008    | Frederator Incorporated                                                                                              | Nickelodeon                                                             | |
| 23               | Aventurile lui Jimmy Neutron: Micul Geniu | John A. Davis                                                                                                  | 2002–2006    | O Entertainment DNA Productions                                                                                      | Nickelodeon                                                             | Continuare a filmului Jimmy Neutron, geniu de buzunar. |
| 24               | All Grown Up!                             | Kate Boutilier Eryk Casemiro Monica Piper                                                                      | 2003–2008    | Klasky Csupo | Nickelodeon                                                             | Continuare a Aventuri în patru labe. |
| 25               | Viața mea de tânăr robot                  | Rob Renzetti Alex Kirwan Joseph Holt Jill Friemark Dan Krall                                                   | 2003–2008    | Frederator Incorporated                                                                                              | Nickelodeon (2003–2005) Nicktoons (2008–2009)                           | |
| 26               | Danny Phantom                             | Butch Hartman Steve Marmel                                                                                     | 2004–2007    | Billionfold, Inc. | Nickelodeon                                                             | |
| 27               | The Backyardigans                         | Janice Burgess                                                                                                 | 2004–2013    | Nelvana | Nickelodeon (2004–2011) Nick Jr. (2011–2013)                            | |
| 28               | Nicktoons Film Festival                   | Fred Seibert                                                                                                   | 2004–2009    | Animation Magazine (sezonul 1) Frederator Incorporated (sezoanele 1–3)                                               | Nicktoons                                                               | |
| 29               | Avatar: Legenda lui Aang                  | Michael Dante DiMartino Bryan Konietzko                                                                        | 2005–2008    | | Nickelodeon                                                             | |
| 30               | Catscratch                                | Doug TenNapel                                                                                                  | 2005–2007    | | Nickelodeon                                                             | |
| 31               | Hai, Diego, hai!                          | Chris Glifford Valerie Walsh Valdes Teri Weiss                                                                 | 2005–2011    | | Nickelodeon                                                             | |
| 32               | The X's                                   | Carlos Ramos                                                                                                   | 2005–2006    | | Nickelodeon                                                             | |
| 33               | Veșnic prieteni                           | Josh Selig | 2006–2016    | Little Airplane Productions                                                                                          | Nickelodeon (2006–2011) Nick Jr. (2009–2013)                            | |
| 34               | El Tigre: Aventurile lui Manny Rivera     | Sandra Equihia Jorge Gutierrez                                                                                 | 2007–2008    | Mexopolis | Nickelodeon (2007–2008) Nicktoons (2008)                                | |
| 35               | Tak and the Power of Juju                 | Jed Springarn Nick Jennings                                                                                    | 2007–2009    | THQ | Nickelodeon                                                             | |
| 36               | Înapoi la fermă                           | Steve Oedederk                                                                                                 | 2007–2011    | Omation Animation Studio                                                                                             | Nickelodeon (2007–2010) Nicktoons (2011)                                | Continuare a filmului Grajdul Vesel. |
| 37               | Ni Hao, Kai-Lan                           | Karen Chau Mary Harrington Judy Rothman Sascha Paladino                                                        | 2008–2011    | Harringtoons Productions                                                                                             | Nickelodeon                                                             | |
| 38               | Marea B!                                  | Amy Poehler Cynthia True Erik Wiese                                                                            | 2008–2011    | Paper Kite Productions Polka Dot Pictures                                                                            | Nickelodeon (2008–2010) Nicktoons (2010–2011)                           | |
| 39               | Making Fiends                             | Amy Winfrey | 2008         | | Nicktoons                                                               | |
| 40               | Rugrats Pre-School Daze                   | Monica Piper                                                                                                   | 2008         | Klasky Csupo | Nickelodeon                                                             | Spin-off al Aventuri în patru labe. Cunoscut și ca Angelica and Susie's Pre-School Daze.                                                                        |
| 41               | Pinguinii din Madagascar                  | Mark McCorkle Bob Schooley                                                                                     | 2008–2015    | DreamWorks Animation                                                                                                 | Nickelodeon (2008–2012) Nicktoons (2013–2015)                           | Spin-off al filmului Madagascar. |
| 42               | Random! Cartoons                          | Fred Seibert                                                                                                   | 2008–2009    | Frederator Incorporated                                                                                              | Nicktoons                                                               | |
| 43               | Fanboy și Chum Chum                       | Eric Robles | 2009–2014    | Frederator Studios                                                                                                   | Nickelodeon (2009–2012) Nicktoons (2014)                                | |
| Anii 2010        |                                           | |              | |                                                                         | |
| 44               | Echipa Umizoomi                           | Soo Kim Michael T. Smith Jennifer Twomey Teri Weiss                                                            | 2010–2015    | Curious Pictures | Nick Jr.                                                                | |
| 45               | Planeta lui Sheen                         | Keith Alcorn Steve Oedederk Steven Banks                                                                       | 2010–2013    | Omation Animation Studio                                                                                             | Nickelodeon (2010–2012) Nicktoons (2013)                                | Spin-off al Aventurile lui Jimmy Neutron: Micul Geniu. |
| 46               | Cățelușul FORTE                           | Butch Hartman                                                                                                  | 2010–2015    | Billionfold, Inc. | Nickelodeon (2010–2013) Nicktoons (2013–2015)                           | |
| 47               | Baloane și gupi                           | Jonny Belt Robert Scull Janice Burgess                                                                         | 2011–2023    | Wildbrain Entertainment (sezonul 1) Nelvana (sezoanele 2–4) Jam Filled Toronto (sezoanele 5–6)                       | Nick Jr.                                                                | |
| 48               | Winx Club                                 | Iginio Straffi                                                                                                 | 2011–2016    | Rainbow S.p.A. | Nickelodeon                                                             | Studioul a realizat patru speciale și sezoanele 5–7. |
| 49               | Kung Fu Panda: Legendele Teribilității    | Peter Hastings                                                                                                 | 2011–2016    | DreamWorks Animation                                                                                                 | Nickelodeon (2011–2014) Nicktoons (2016)                                | Continuare a filmului Kung Fu Panda. |
| 50               | Legenda lui Korra                         | Michael Dante DiMartino Bryan Konietzko                                                                        | 2012–2014    | Ginormous Madman | Nickelodeon (2012–2014) Nick.com (2014)                                 | Continuare a Avatar: Legenda lui Aang. |
| 51               | Robot și Monstru                          | Dave Pressler Joshua Sternin J.R. Ventimilia                                                                   | 2012–2015    | Smasho! Productions LowBar Productions                                                                               | Nickelodeon (2012) Nicktoons (2013–2015)                                | |
| 52               | Țestoasele Ninja                          | Ciro Nieli Joshua Sternin J.R. Ventimilia                                                                      | 2012–2017    | LowBar Productions                                                                                                   | Nickelodeon (2012–2017) Nicktoons (2017)                                | |
| 53               | Monștri contra extratereștri              | Mark McCorkle Bob Schooley Bret Haaland                                                                        | 2013–2014    | DreamWorks Animation                                                                                                 | Nickelodeon                                                             | Continuare a filmului Monștri contra extratereștri. |
| 54               | Sanjay și Craig                           | Jim Dirschberger Jay Howell Andreas Trolf                                                                      | 2013–2016    | Forest City Rockers                                                                                                  | Nickelodeon                                                             | |
| 55               | Wallykazam                                | Adam Peltzman                                                                                                  | 2014–2017    | | Nick Jr.                                                                | |
| 56               | Curierii de pâine                         | Steve Borst Gary Doodles Bill Braudis                                                                          | 2014–2016    | | Nickelodeon (2014–2015) Nicktoons (2016)                                | |
| 57               | Dora și prietenii ei în oraș              | Chris Glifford Valerie Walsh Valdes                                                                            | 2014–2017    | | Nick Jr.                                                                | |
| 58               | Blaze și mașinile uriașe                  | Jeff Borkin Ellen Martin Clark Stubbs                                                                          | 2014–prezent | Nerd Corps Entertainment (sezonul 1) WildBrain Studios (sezonul 2–prezent)                                           | Nick Jr.                                                                | |
| 59               | Harvey Cioculeț                           | C.H. Greenblatt                                                                                                | 2015–2017    | | Nickelodeon (2015–2016) Nicktoons (2017)                                | |
| 60               | Fresh Beat Band of Spies                  | Nadine van der Velde Scott Kraft Michael Ryan                                                                  | 2015–2016    | 6point2 Nelvana | Nick Jr.                                                                | |
| 61               | Pig Goat Banana Cricket                   | Dave Cooper Johnny Ryan David Sacks                                                                            | 2015–2018    | | Nickelodeon (2015–2016) Nicktoons (2016–2018)                           | |
| 62               | Shimmer și Shine                          | Farnaz Esnaashari-Charnaz                                                                                      | 2015–2020    | | Nickelodeon (2015–2018) Nick Jr. (2018–2020)                            | |
| 63               | Casa Loud                                 | Chris Savino                                                                                                   | 2016–prezent | | Nickelodeon                                                             | |
| 64               | Bunsen e o bestie                         | Butch Hartman                                                                                                  | 2017–2018    | Billionfold, Inc. | Nickelodeon (2017) Nicktoons (2017–2018)                                | |
| 65               | Nella: Prințesa Cavaler                   | Christine Ricci Clark Stubbs                                                                                   | 2017–2021    | Brown Bag Films | Nickelodeon (2017) Nick Jr. (2018–2019) Paramount+ (2021)               | |
| 66               | Bun Venit în Wayne                        | Billy Lopez Michael Pecoriello                                                                                 | 2017–2019    | Yowza! Animation | Nickelodeon (2017) Nicktoons (2018–2019)                                | |
| 67               | Luminița                                  | Abie Longstaff Paula Rosenthal                                                                                 | 2017–2020    | Pipeline Studios Silvergate Media                                                                                    | Nick Jr. (2017–2019) Amazon Prime Video (2020)                          | |
| 68               | Aventurile Puștiului Pericol              | Dan Schneider                                                                                                  | 2018         | Powerhouse Animation Studios Schneider's Bakery                                                                      | Nickelodeon                                                             | Spin-off al serialului live-action Henry Pericol. |
| 69               | Ascensiunea Țestoaselor Ninja             | Andy Suriano Ant Ward                                                                                          | 2018–2020    | | Nickelodeon (2018–2019) Nicktoons (2019–2020)                           | |
| 70               | Cafeneaua Bobiței                         | Jonny Belt Robert Scull                                                                                        | 2018–2020    | Brown Bag Films | Nick Jr.                                                                | |
| 71               | Pinky Malinky                             | Chris Garbutt Rikke Asbjoern                                                                                   | 2019–2020    | | Netflix                                                                 | |
| 72               | Middle School Moguls                      | Gina Heitkamp Jenae Heitkamp                                                                                   | 2019         | Gengirl Media, Inc.                                                                                                  | Nickelodeon                                                             | |
| 73               | Familia Casagrande                        | Michael Rubiner Miguel Puga                                                                                    | 2019–2022    | | Nickelodeon                                                             | Spin-off al Casa Loud. |
| 74               | Ghicitorile lui Blue și tu!               | Traci Paige Johnson Todd Kessler Angela Santomero                                                              | 2019–prezent | 9 Story Media Group Brown Bag Films                                                                                  | Nick Jr.                                                                | Revival al Blue's Clues. |
| Anii 2020        |                                           | |              | |                                                                         | |
| 75               | El este Ponei                             | Ant Blades | 2020–2022    | Blue Zoo Animation Studio                                                                                            | Nickelodeon (2020) Nicktoons (2021–2022)                                | |
| 76               | Tehnicienii de glitch                     | Eric Robles Dan Milano                                                                                         | 2020         | | Netflix                                                                 | |
| 77               | Navigăm cu Santiago                       | Niki Lopez Leslie Valdes Valerie Walsh Valdes                                                                  | 2020–2023    | Walsh Valdés Productions (sezonul 1)                                                                                 | Nick Jr.                                                                | |
| 78               | Bebe Rechinul și viața ca un spectacol    | Pinkfong Whitney Ralls Gary Doodles Tommy Sica                                                                 | 2020–prezent | Pinkfong | Nick Jr.                                                                | |
| 79               | Tabăra Coral: Cu SpongeBob mini-marini    | Stephen Hillenburg Luke Brookshier Marc Ceccarelli Andrew Goodman Kaz Mr. Lawrence Vincent Waller              | 2021–2024    | United Plankton Pictures                                                                                             | Paramount+ Nickelodeon                                                  | Spin-off și prequel al SpongeBob Pantaloni Pătrați. |
| 80               | Gașca Rugrats                             | Arlene Klasky Gábor Csúpo Paul Germain                                                                         | 2021–prezent | Klasky Csupo | Paramount+ (2021–2023) Nickelodeon (2021–2024) Nicktoons (2024–prezent) | Reboot al serialului original din 1991. |
| 81               | Un show cu Patrick Stea                   | Luke Brookshier Marc Ceccarelli Andrew Goodman Kaz Mr. Lawrence Vincent Waller                                 | 2021–prezent | United Plankton Pictures                                                                                             | Nickelodeon                                                             | Spin-off al SpongeBob Pantaloni Pătrați. |
| 82               | Poșta Pe-aproape                          | John Trabbic III Dave H. Johnson                                                                               | 2021–2022    | | Nickelodeon                                                             | |
| 83               | Star Trek: Protostar                      | Kevin Hageman Dan Hageman                                                                                      | 2021–2024    | Secret Hideout Roddenberry Entertainment Brothers Hageman Productions CBS Eye Animation Productions                  | Paramount+ (2021–2022) Nickelodeon (2021–2022) Netflix (2024)           | |
| 84               | Marele Nate                               | Mitch Watson                                                                                                   | 2022–2024    | John Cohen Productions                                                                                               | Paramount+ (2022–2023) Nickelodeon (2022–2024) Nicktoons (2024–prezent) | |
| 85               | Face's Music Party                        | | 2022–2023    | Jonas & Co. | Nick Jr.                                                                | |
| 86               | Un Chef mititel                           | Rachel Larsen Adam Reid Ozlem Akturk                                                                           | 2022–prezent | Factory (sezonul 1) Imagine Kids+Family Tiny Chef Productions Dunshire Productions ShadowMachine (sezonul 2–prezent) | Nickelodeon                                                             | [ 26 ] |
| 87               | Liceul Monștrilor                         | Shea Fontana                                                                                                   | 2022–2024    | Mattel Television | Nickelodeon                                                             | [ 27 ] |
| 88               | Transformers: Scântei pe Pământ           | Dale Malinowski Ant Ward Nicole Dubuc                                                                          | 2022–prezent | Entertainment One (sezonul 1) Hasbro Entertainment (sezonul 2–prezent)                                               | Paramount+ Nickelodeon                                                  | [ 28 ] |
| 89               | Șeful Ursuleț                             | Jason Hopley Jeff D'Elia                                                                                       | 2023–prezent | Imagine Kids+Family Renegade Animation                                                                               | Nickelodeon                                                             | [ 29 ] |
| 90               | Piatră, Foarfecă, Hârtie                  | Kyle Stegina Josh Lehrman                                                                                      | 2024–prezent | | Nickelodeon                                                             | [ 30 ] |
| 91               | Dora                                      | Chris Glifford Valerie Walsh Valdes                                                                            | 2024–prezent | Little Coop Walsh Valdés Productions Pipeline Studios                                                                | Paramount+                                                              | Reboot al Dora descoperă lumea. |
| 92               | Nașii mei vrăjitori: O nouă dorință!      | Daniel Abramovici Ashleigh Crystal Hairston Lindsay Katai David Stone                                          | 2024–prezent | FredFilms Billionfold Inc.                                                                                           | Nickelodeon                                                             | Continuare a Nașii mei vrăjitori. |
| 93               | Poveștile Țestoaselor Ninja               | | 2024–prezent | Point Grey Pictures                                                                                                  | Paramount+                                                              | Continuare a filmului Țestoasele Ninja: Haosul mutanților. |
| 94               | Max și minicavalerii                      | Sharon Flynn David Skelly                                                                                      | 2024–prezent | Jane Startz Productions                                                                                              | Nickelodeon                                                             | [ 36 ] |
| 95               | Wonder Pets: In the City                  | Jennifer Oxley                                                                                                 | 2024–prezent | Snowflake Films NYC Kavaleer Productions                                                                             | Apple TV+                                                               | Revival al Veșnic prieteni. |
| 96               | Super Duper Bunny League                  | Jonny Belt Robert Scull                                                                                        | 2025–prezent | Scull & Belt Gigglebug Entertainment                                                                                 | Nickelodeon                                                             | [ 38 ] |
| 97               | Wylde Pak                                 | Paul Watling Kyle Marshall                                                                                     | 2025–prezent | | Nickelodeon                                                             | |
| Seriale viitoare |                                           | |              | |                                                                         | |
| 98               | HexVets and Magic Pets                    | Nicole Dubuc                                                                                                   | 2026         | Boom! Studios | Nickelodeon                                                             | [ 29 ] [ 39 ] |
| 99               | Serial fără nume cu Garfield              | Jim Davis | VFA          | Paws, Inc. | Nickelodeon                                                             | [ 40 ] |
| 100              | Avatar: Seven Havens                      | Michael Dante DiMartino Bryan Konietzko                                                                        | VFA          | Avatar Studios | Nickelodeon                                                             | Continuare a Legenda lui Korra. |

#### Seriale online
| #         | Titlu                   | Creator(i) / Dezvoltator(i) | Ani       | Coproducție cu   | Platformă | Note                                                    |
| Anii 2010 | Anii 2010               | Anii 2010                   | Anii 2010 | Anii 2010        | Anii 2010 | Anii 2010                                               |
| --------- | ----------------------- | --------------------------- | --------- | ---------------- | --------- | ------------------------------------------------------- |
| 1         | Bun Venit în Wayne      | Billy Lopez                 | 2014      | Yowza! Animation | Nick.com  | A fost mai târziu realizat ca un serial întreg în 2017. |
| 2         | Bug Salad               | Carl Faruolo                | 2018      |                  | YouTube   |                                                         |
| 3         | Mr. Sheep & Sleepy Bear | Alan Foreman                | 2018      |                  | YouTube   |                                                         |
| 4         | Space Kid and Cat       | Greg Nix David Kantarowicz  | 2018      |                  | YouTube   |                                                         |
| 5         | MooseBox                | Mike Scott                  | 2019      |                  | YouTube   |                                                         |
| Anii 2020 |                         |                             |           |                  |           |                                                         |
| 6         | Kinderwood              | Otto Tang                   | 2020–2021 | Titmouse, Inc.   | Noggin    |                                                         |

### Speciale
| #         | Titlu                                       | An        | Coproducție cu     | Canal       | Note                                          |
| Anii 2000 | Anii 2000                                   | Anii 2000 | Anii 2000          | Anii 2000   | Anii 2000                                     |
| --------- | ------------------------------------------- | --------- | ------------------ | ----------- | --------------------------------------------- |
| 1         | All Growed Up!                              | 2001      | Klasky Csupo       | Nickelodeon | Pilot al serialului All Grown Up!.            |
| 3         | Holly Hobbie and Friends                    | 2006–2007 | American Greetings | Nickelodeon | O serie de 8 speciale.                        |
| Anii 2010 |                                             |           |                    |             |                                               |
| 2         | Half-Shell Heroes: Blast to the Past        | 2015      |                    | Nickelodeon |                                               |
| 3         | Viața modernă a lui Rocko: Atracție statică | 2019      |                    | Netflix     | Continuare a serialului Aventurile lui Rocko. |

### Filme

#### Filme TV
| #         | Titlu                                     | An        | Coproducție cu                            | Canal       | Note                                                                                 |
| Anii 2000 | Anii 2000                                 | Anii 2000 | Anii 2000                                 | Anii 2000   | Anii 2000                                                                            |
| --------- | ----------------------------------------- | --------- | ----------------------------------------- | ----------- | ------------------------------------------------------------------------------------ |
| 1         | Globehunters: Around the World in 80 Days | 2002      | Frederator Incorporated DIC Entertainment | Nickelodeon | Inițial plănuit pentru difuzare în 2000, acest film a fost difuzat eventual în 2002. |
| 2         | The Electric Piper                        | 2003      | Frederator Incorporated                   | Nickelodeon | Inițial plănuit pentru difuzare în 2000, acest film a fost difuzat eventual în 2003. |
| Anii 2010 |                                           |           |                                           |             |                                                                                      |
| 3         | Albert                                    | 2016      |                                           | Nickelodeon |                                                                                      |
| 4         | Hei Arnold: Filmul junglei                | 2017      | Snee-Osh, Inc.                            | Nickelodeon | Continuare a serialului Hey Arnold! și a filmului Hey Arnold!: The Movie.            |
| 5         | Lucky                                     | 2019      |                                           | Nickelodeon |                                                                                      |

#### Filme pe streaming
| #         | Titlu                                        | An        | Coproducție cu                                                                            | Platformă  | Note                                                          |
| Anii 2010 | Anii 2010                                    | Anii 2010 | Anii 2010                                                                                 | Anii 2010  | Anii 2010                                                     |
| --------- | -------------------------------------------- | --------- | ----------------------------------------------------------------------------------------- | ---------- | ------------------------------------------------------------- |
| 1         | Invadatorul Zim: Portalul magic              | 2019      |                                                                                           | Netflix    | Continuare a serialului Invader Zim.                          |
| 2         | Blue's Big City Adventure                    | 2022      | Nickelodeon Movies 9 Story Media Group Brown Bag Films Boxel Animation Line By Line Media | Paramount+ |                                                               |
| 3         | Baby Shark's Big Movie!                      | 2023      | Nickelodeon Movies Pinkfong                                                               | Paramount+ |                                                               |
| 4         | The Casagrandes Movie                        | 2024      | Nickelodeon Movies                                                                        | Netflix    | Continuare și final al serialului Familia Casagrande.         |
| Anii 2020 |                                              |           |                                                                                           |            |                                                               |
| 5         | No Time to Spy: A Loud House Movie           | 2024      | Nickelodeon Movies                                                                        | Paramount+ | [ 43 ]                                                        |
| 6         | Saving Bikini Bottom: The Sandy Cheeks Movie | 2024      | Nickelodeon Movies United Plankton Pictures                                               | Netflix    | Spin-off-uri ale seriei de filme SpongeBob Pantaloni Pătrați. |
| 7         | Plankton: The Movie                          | 2025      | Nickelodeon Movies United Plankton Pictures                                               | Netflix    | Spin-off-uri ale seriei de filme SpongeBob Pantaloni Pătrați. |

#### Filme direct-pe-video
Toate filmele (cu excepția lansării internaționale a Charlotte's Web 2: Wilbur's Great Adventure) sunt distribuite de Paramount Home Entertainment.
| #         | Titlu                                                    | An        | Coproducție cu                               | Note |           |
| Anii 2000 | Anii 2000                                                | Anii 2000 | Anii 2000                                    | Anii 2000 | Anii 2000 |
| --------- | -------------------------------------------------------- | --------- | -------------------------------------------- | --- | --------- |
| 1         | Blue's Big Musical Movie!                                | 2000      |                                              | |           |
| 2         | Charlotte's Web 2: Wilbur's Great Adventure              | 2003      | Universal Cartoon Studios Paramount Pictures | |           |
| 3         | As Told by Ginger: The Wedding Frame                     | 2004      | Klasky Csupo                                 | Finalul serialului As Told by Ginger. Inițial plănuit pentru o difuzare televizată, a fost mai târziu lansat pe VHS și DVD în SUA. |           |
| 4         | Rugrats Tales from the Crib: Snow White                  | 2005      | Klasky Csupo                                 | |           |
| 5         | Rugrats Tales from the Crib: Three Jacks and a Beanstalk | 2006      | Klasky Csupo                                 | |           |

#### Filme teatrale
Toate filmele sunt distribuite de Paramount Pictures.

##### Filme lansate
| #         | Titlu                                   | Premiera          | Coproducție cu                                                                   | Buget                  | Încasări               | Rotten Tomatoes | Metacritic |
| Anii 1990 | Anii 1990                               | Anii 1990         | Anii 1990                                                                        | Anii 1990              | Anii 1990              | Anii 1990       | Anii 1990  |
| --------- | --------------------------------------- | ----------------- | -------------------------------------------------------------------------------- | ---------------------- | ---------------------- | --------------- | ---------- |
| 1         | Rugrats                                 | 20 noiembrie 1998 | Nickelodeon Movies Klasky Csupo                                                  | 24 de milioane de $    | 141 de milioane de $   | 59%             | N/A        |
| 2         | Rugrats in Paris: The Movie             | 17 noiembrie 1998 | Nickelodeon Movies Klasky Csupo Munich Film Partners GmbH Rugrats Productions KG | 30 de milioane de $    | 103 milioane de $      | 76%             | 62         |
| Anii 2000 |                                         |                   |                                                                                  |                        |                        |                 |            |
| 3         | Jimmy Neutron, geniu de buzunar         | 21 decembrie 2001 | Nickelodeon Movies O Entertainment DNA Productions                               | 30 de milioane de $    | 102,9 milioane de $    | 74%             | 65         |
| 4         | Hey Arnold! - Filmul                    | 28 iunie 2002     | Nickelodeon Movies Snee-Osh, Inc.                                                | 3–4 milioane de $      | 15,2 milioane de $     | 29%             | 47         |
| 5         | Familia Thornberry în Africa            | 20 decembrie 2002 | Nickelodeon Movies Klasky Csupo                                                  | 20 de milioane de $    | 60,7 de milioane de $  | 80%             | 69         |
| 6         | Gașca Rugrat în vacanță                 | 13 iunie 2003     | Nickelodeon Movies Klasky Csupo                                                  | 25 de milioane de $    | 55,4 de milioane de $  | 39%             | 38         |
| 7         | Burețelul Bob și Coroana Regelui Neptun | 19 noiembrie 2004 | Nickelodeon Movies United Plankton Pictures                                      | 30 de milioane de $    | 141,1 de milioane de $ | 68%             | 66         |
| 8         | Grajdul Vesel                           | 4 august 2006     | Nickelodeon Movies O Entertainment                                               | 51 de milioane de $    | 116,7 milioane de $    | 22%             | 42         |
| Anii 2010 |                                         |                   |                                                                                  |                        |                        |                 |            |
| 9         | SpongeBob: Aventuri pe uscat            | 6 februarie 2015  | Nickelodeon Movies Paramount Animation United Plankton Pictures                  | 60–74 de milioane de $ | 325,5 milioane de $    | 80%             | 62         |
| 10        | Parcul de distracții                    | 15 martie 2019    | Nickelodeon Movies Paramount Animation Ilion Animation Studios                   | 100 milioane $         | 119,5 milioane $       | 34%             | 45         |
| Anii 2020 |                                         |                   |                                                                                  |                        |                        |                 |            |
| 11        | SpongeBob: Misiune de salvare           | 14 august 2020    | Nickelodeon Movies Paramount Animation United Plankton Pictures MRC              | 60 de milioane de $    | 4,8 milioane de $      | 67%             | 65         |
| 12        | Țestoasele Ninja: Haosul mutanților     | 2 august 2023     | Nickelodeon Movies Point Grey Pictures                                           | 70 de milioane de $    | 180,5 milioane de $    | 96%             | 74         |

##### Filme viitoare
| #  | Titlu                                                      | Premiera           | Coproducție cu                              |
| -- | ---------------------------------------------------------- | ------------------ | ------------------------------------------- |
| 13 | The SpongeBob Movie: Search for SquarePants                | 19 decembrie 2025  | Nickelodeon Movies United Plankton Pictures |
| 14 | The Legend of Aang: The Last Airbender                     | 9 octombrie 2026   | Nickelodeon Movies Avatar Studios           |
| 15 | Continuare fără nume a Țestoasele Ninja: Haosul mutanților | 17 septembrie 2027 | Nickelodeon Movies Point Grey Pictures      |